# Hyphancylus
Hyphancylus är ett släkte av insekter. Hyphancylus ingår i familjen Flatidae.
Kladogram enligt Catalogue of Life:
| Hyphancylus | \| \| Hyphancylus excelsus \| \| \| \| \| \| Hyphancylus falcatus \| \| \| \| |
|             | \| \| Hyphancylus excelsus \| \| \| \| \| \| Hyphancylus falcatus \| \| \| \| |
|             | Hyphancylus excelsus                                                          |
|             |                                                                               |
|             | Hyphancylus falcatus                                                          |
|             |                                                                               |